# 327695 Yokoono
327695 Yokoono è un asteroide della fascia principale. Scoperto nel 2006, presenta un'orbita caratterizzata da un semiasse maggiore pari a 2,3871707 UA e da un'eccentricità di 0,0916676, inclinata di 4,37078° rispetto all'eclittica.
L'asteroide è dedicato all'artista giapponese Yōko Ono.